# Xạ tử trắng
Xạ tử trắng (danh pháp khoa học: Sporobolus humilis) là một loài thực vật có hoa trong họ Hòa thảo. Loài này được J.Presl miêu tả khoa học đầu tiên năm 1830.